# Мартеллаго
Мартеллаго (итал. Martellago) — коммуна в Италии, располагается в провинции Венеция области Венето.
Население составляет 19 824 человека (на 2004 г.), плотность населения составляет 965 чел./км². Занимает площадь 20 км². Почтовый индекс — 30030. Телефонный код — 041.
Покровительницей коммуны почитается Мадонна Розария (Madonna del Rosario), празднование 7 октября.